# José Ramón Bernadó Kneff
José Ramón Bernadó Kneff (Barcelona, 19 februari 1965) is een Spaans striptekenaar.

## Begin van carrière
Zijn tekentalent heeft hij ontwikkeld door het werk van andere striptekenaars zorgvuldig te bestuderen. Vooral Alex Raymond (striptekenaar van de strips Flash Gordon en Rip Kirby) en John Buscema (Silver Surfer) waren grote voorbeelden voor hem.

## Eerste stripverhalen
Na een tijd te hebben gewerkt bij tekenfilms, werd hij in 1991 gevraagd om stripverhalen te maken voor Comicup Studio. Hij begon met stripverhalen van Mickey Mouse en Goofy te maken voor Italiaanse en Deense uitgeverijen van Disney tijdschriften. Later tekende hij ook DuckTales verhalen voor Frankrijk en Dombo en Speurneuzen verhalen voor het Nederlandse weekblad Donald Duck.

## Werken voor Marvel
In 1995 werd hij gevraagd door de Amerikaanse uitgeverij Marvel Comics stripverhalen te tekenen van Wolverine en The Silver Surver, waardoor een jeugddroom werkelijkheid werd.

## Terug naar de Disney verhalen
Hier stopte hij mee in 1998 en hij keerde terug naar het maken van Disney verhalen. Hij maakte een groot aantal Donald Duck verhalen voor Donald Duck weekblad en momenteel tekent Bernadó regelmatig verhalen van Hiawatha, Dombo en vooral van Madam Mikmak. In 2006 is een album van De grappigste avonturen van Donald Duck aan hem gewijd.
- International Standard Name Identifier: 0000 0003 8822 8415
- Library of Congress Control Number: no2018125889
- Nederlandse Thesaurus van Auteursnamen: 299109534
- Virtual International Authority File: 281364466
- WorldCat: E39PBJxWVYhmC8VQqcCd833JDq